# Макмал
Макмал (кирг. Макмал) — село в Тогуз-Тороуском районе Джалал-Абадской области Кыргызстана. Входит в состав Каргалыкского айылного аймака.

## География
Село расположено в восточной части области, в высокогорной зоне, на правом берегу ручья Макмал, на расстоянии приблизительно 25 километров (по прямой) к юго-юго-западу от села Казарман, административного центра района. Абсолютная высота — 2495 метров над уровнем моря.

## Население
Согласно оценочным данным Национального статистического комитета Кыргызской Республики, численность населения села на начало 2023 года составляла 29 человек.
| год     | 2009 | 2014 | 2015 | 2020 | 2021 | 2023 |
| ------- | ---- | ---- | ---- | ---- | ---- | ---- |
| человек | 31   | 48   | 53   | 57   | 56   | 29   |